# 25798 Reneeschaaf
25798 Reneeschaaf (tên chỉ định: 2000 CU82) là một tiểu hành tinh vành đai chính. Nó được phát hiện bởi dự án Nghiên cứu tiểu hành tinh gần Trái Đất Lincoln ở Socorro, New Mexico, ngày 4 tháng 2 năm 2000. Nó được đặt theo tên Renee Louise Schaaf, an American high school student whose energy và transportation project won second place ở the 2009 Giải thưởng Khoa học và Kỹ thuật Intel.